# Bone (comicreeks)
Bone is een Amerikaanse 55-delige comicreeks getekend en geschreven door Jeff Smith. De serie verscheen oorspronkelijk in zwart-wit tussen 1991 en 2004 in eigen beheer van Smith, onder zijn imprint Cartoon Books.

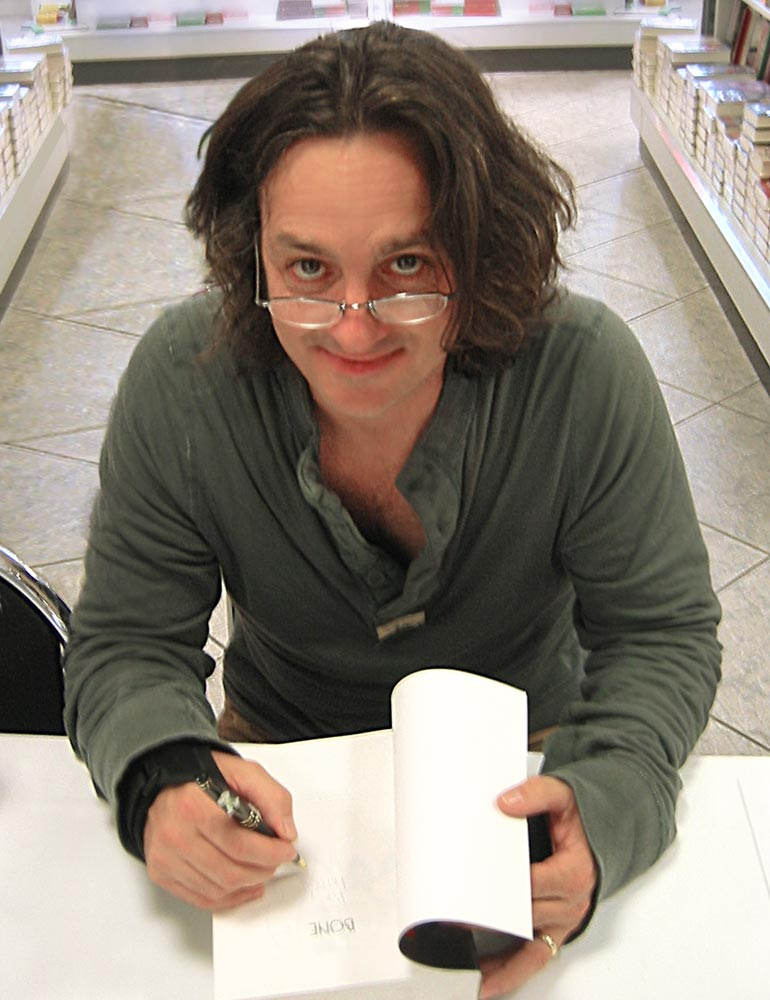
Jeff Smith

## Verhaal
Bone is een mix van humor en een queeste die begint wanneer de neven Phoncible P. (Phoney) Bone, Smiley Bone en Fone Bone het stadje Boneville uitgejaagd worden. Zij zijn cartoonachtige personages weergegeven als een soort tekenfilmspookjes, maar dan met handen en benen. Phoney is een egoïstische machtswellusteling, Smiley is een grappenmakend leeghoofd en Fone is de goedbedoelende intelligente spil van het verhaal.
De Bones raken elkaar kwijt in de woestijn, waarop treksprinkhanen (onder controle van de Lord of the Locusts) en humanoïde ratten worden geïntroduceerd als vaak terugkomende antagonisten in het verhaal. Wanneer ze elkaar terugvinden, maken ze kennis met Thorne Harvestar en haar oma Rose Ben, Zij spelen een grote rol in de rest van het verhaal, waarin het doel en de achtergrond van de Phones' queeste langzaam onthuld wordt.

## Verschillende uitgaves

### Zwart-wit
Behalve in losse zwart-witte delen, verscheen de gehele serie Bone gebundeld (in zwart-wit) in negen delen:
- Out from Boneville (#1-6)
- The Great Cow Race (#7-11)
- Eyes of the Storm (#12-19)
- The Dragonslayer (#20-27)
- Rock Jaw: Master of the Eastern Border (#28-32)
- Old Man's Cave (#33-37)
- Ghost Circles (#38-43)
- Treasure Hunters (#44-49)
- Crown of Horns (#50-55)

Deze serie uitgaves werd na het uitkomen van de laatste bundeling op haar beurt verzameld in één 1332-pagina's groot boekwerk. Naast de 55 delen/negen volumes die het hoofdverhaal vormen, kwamen er twee driedelige miniseries uit die dienen als prequels. Deze verschenen ook gebundeld als:
- Rose
- Stupid, Stupid Rat Tails

Ook bestaat er een uitgave getiteld Thorn: Tales From the Lantern met Smiths Bone-verhalen uit zijn studietijd.

### Kleur
Uitgeverij Scholastic Inc. begon in 2004 het het inkleuren van de negendelige reeks bundelingen om de gehele serie nogmaals in kleur te publiceren. In januari 2009 kwam het negende en laatste deel uit, dat de kleurenversie volledig maakte.

### Nederlands
Uitgeverij Silvester gaf vanaf december 2008 de volledige serie in naar het Nederlands vertaalde bundelingen uit in kleur:
1. Weg uit Boneville
2. De grote koeienrace
3. In het oog van de storm
4. De drakendoder
5. Rockjaw
6. De grot van de oude man
7. Spookkringen
8. Schatzoekers
9. De gehoornde kroon
10. Rose (prequel)
11. Sterke verhalen (prequel)

## Prijzen
- Will Eisner-award - beste humorpublicatie (1993, 1994, 1995)
- Will Eisner-award - beste serie (1994)
- Will Eisner-award - beste doorlopende serie (1994, 1995)
- Will Eisner-award - beste scenarist+tekenaar 1994 (Smith voor Bone)
- Will Eisner-award - beste scenarist+tekenaar 'humor' 1995 (Smith voor Bone)
- Will Eisner-award - beste scenarist+tekenaar 'humor' 1998 (Smith voor Bone)
- Will Eisner-award - beste grafisch album-herdruk (2005, voor de 1332 pagina-uitgave)

## Verfilming
- Smith verkocht de filmrechten van Bone in april 2008 aan Warner Bros. Entertainment, Inc.. Het is onduidelijk in welke vorm WB Bone gaat gieten en wanneer.